# Альтена (замок, Бельгия)
Альтена (нидерл. Kasteel Altena) — замковый комплекс в городе Крюбеке (к юго-западу от Антверпена), в провинции Восточная Фландрия, в регионе Фландрия, Бельгия. По своему типу относится к замкам на воде.

## История

### Ранний период
Раньше на этом месте находилась укреплённая дворянская усадьба. В 1584 году это сооружение было уничтожено крупным пожаром. В 1594 году владельцы построили новый комплекс. Появилась каменная резиденция в замковом стиле, окружённая рвом с водой, которая поступала из реки Шельда (Эско). Замок и окружающие его земли в течение нескольких веков оставались владением дворянской семьи де Ланфранши.

### XIX-XX века

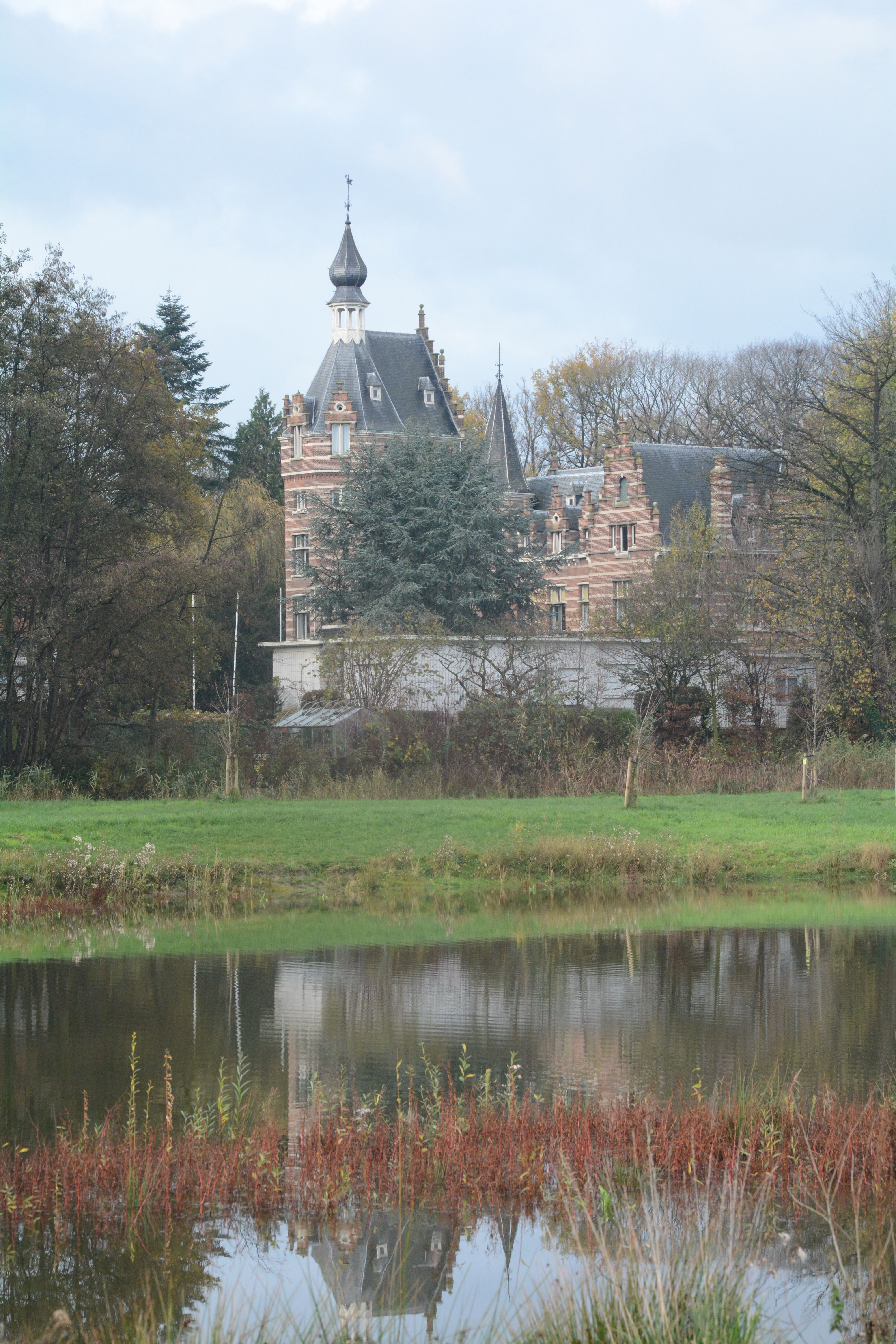
Замок со стороны парка

Род де Ланфранши владел сеньорией Крюбеке до середины XIX века. Последним собственником комплекса Альтена был Ян Франс де Ланфранши. После его смерти замок перешёл к семье ле Бук де Бодиньи. 
В 1848 году резиденция стала собственностью Эдуарда ле Бук де Бодиньи. В 1878 году по распоряжению Юлиуса ле Бука де Бодиньи началась мастабная реконструкция комплекса. Проект подготовил архитектор Жозеф Шадде. В итоге замок Альтена приобрёл свой современный вид. На протяжении последующих десятилетий здесь проживали в летнее время представители разных знатных семей.
В середине XX века комплекс стал использоваться как дом престарелых. О пожилых людях заботились сёстры из братства Дочерей милосердия ордена Святого Винсента де Поля.

## Современное использование
В 2000 году в замке начал действовать учебный центр для католической конгрегации «Братья Милосердия». Однако в 2014 году представители этой организации расторгли договор аренды и покинули здание.
В 2018 году был подготовлен план по организации центра по уходу за инвалидами. Для этого требовалось построить рядом несколько новых домов. Непосредственно в замке должны были разместиться администрация и ряд терапевтических кабинетов. Однако окончательное решение так и не было принято.
В 2023 году замок был признан памятником архитектуры.

## Описание
Двухэтажное прямоугольное здание построено из кирпича и песчаника на каменном фундаменте. Мансардный этаж укрыт высокой крышей с крутыми скатами. С юго-западной стороны к комплексу примыкает высокая пятиэтажная восьмиугольная башня, которая выполняет роль декоративного бергфрида. С северной стороны к зданию пристроены две выступающие круглые башни с коническими крышами. У центрального фасада (в южной стороне) находится парадный вход, а слева от него лестничная башня. 
Замок снаружи богато декорирован лепниной, зубцами и прочими украшениями. Часть фронтонов фасада завершается ступенчатыми зубцами.
Комплекс окружён прудами и парком (в настоящее время весьма запущенным). В нём находится несколькими современных служебных построек. Главные ворота из голубого камня украшены орнаментом.

## Галерея

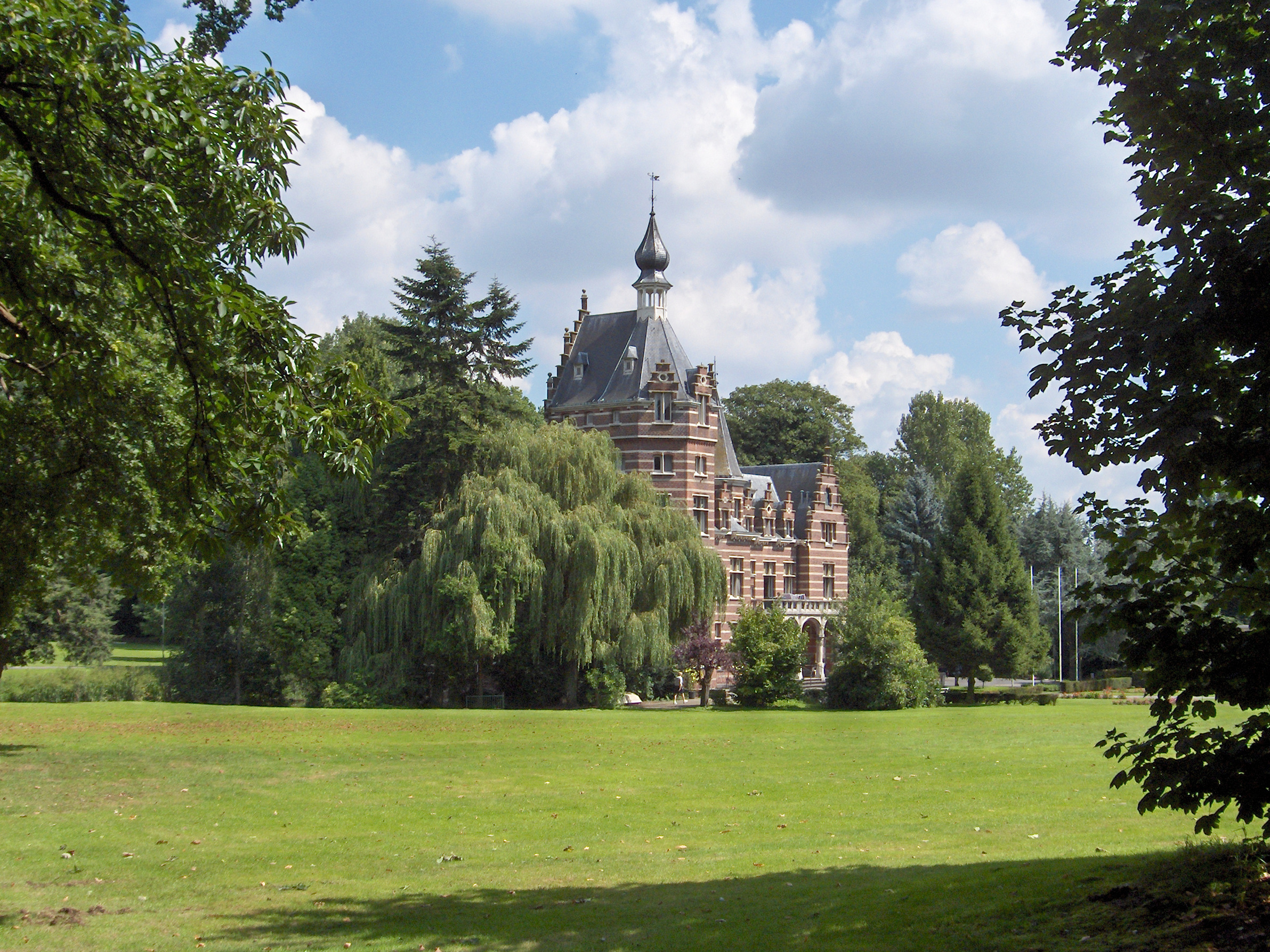
Вид замка со стороны парка
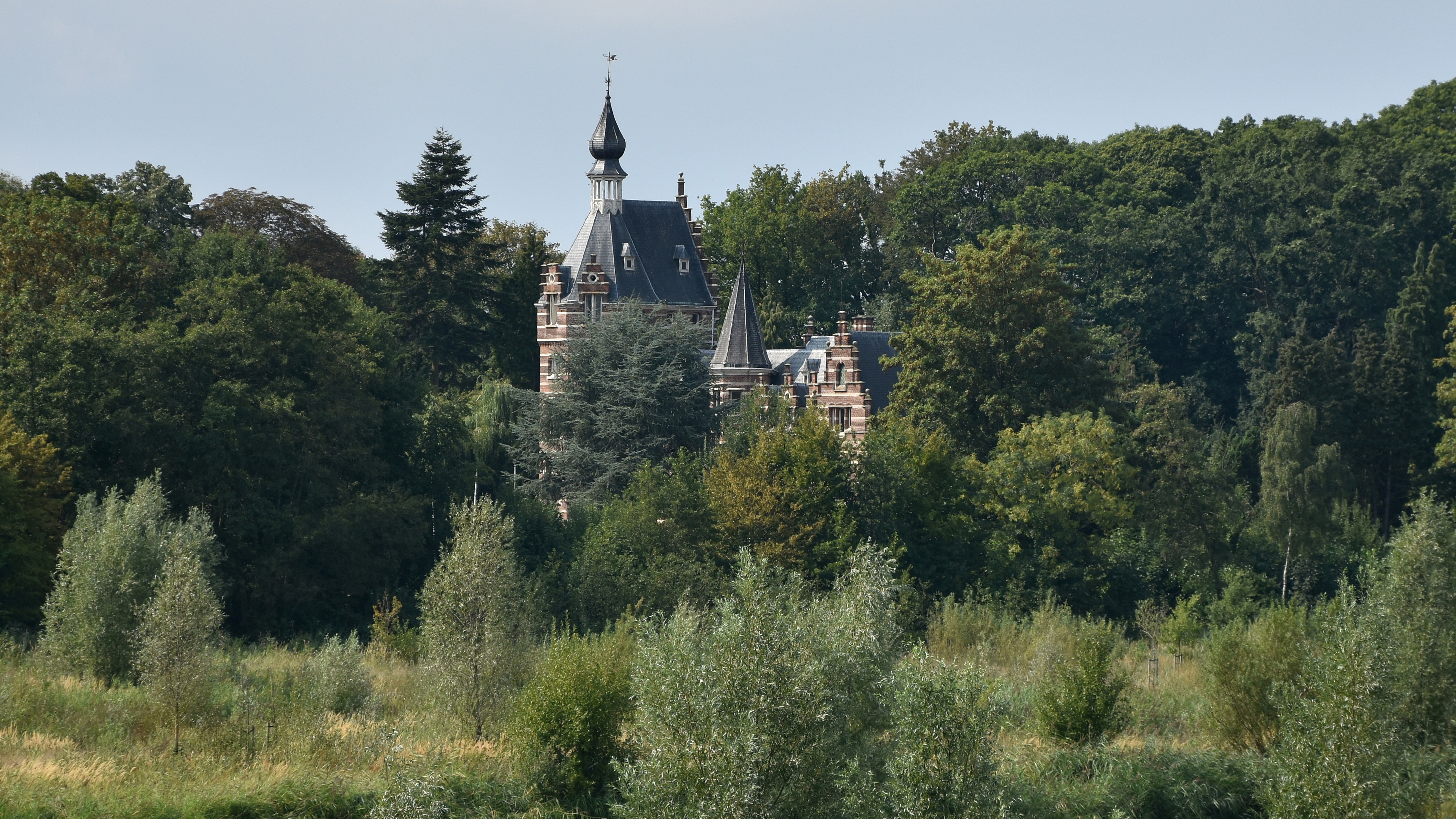
Вид комплекса с юго-восточной стороны
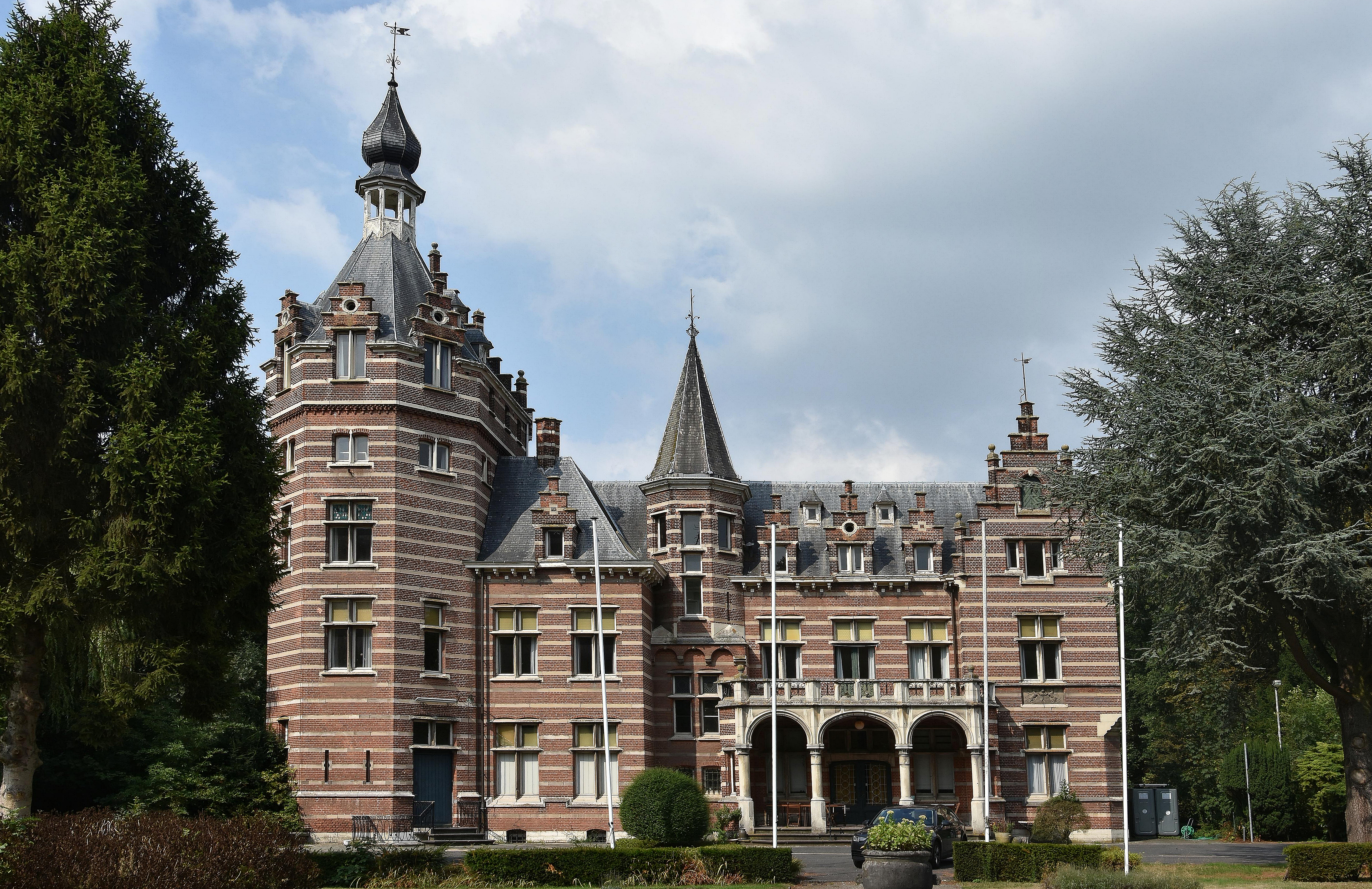
Главный фасад
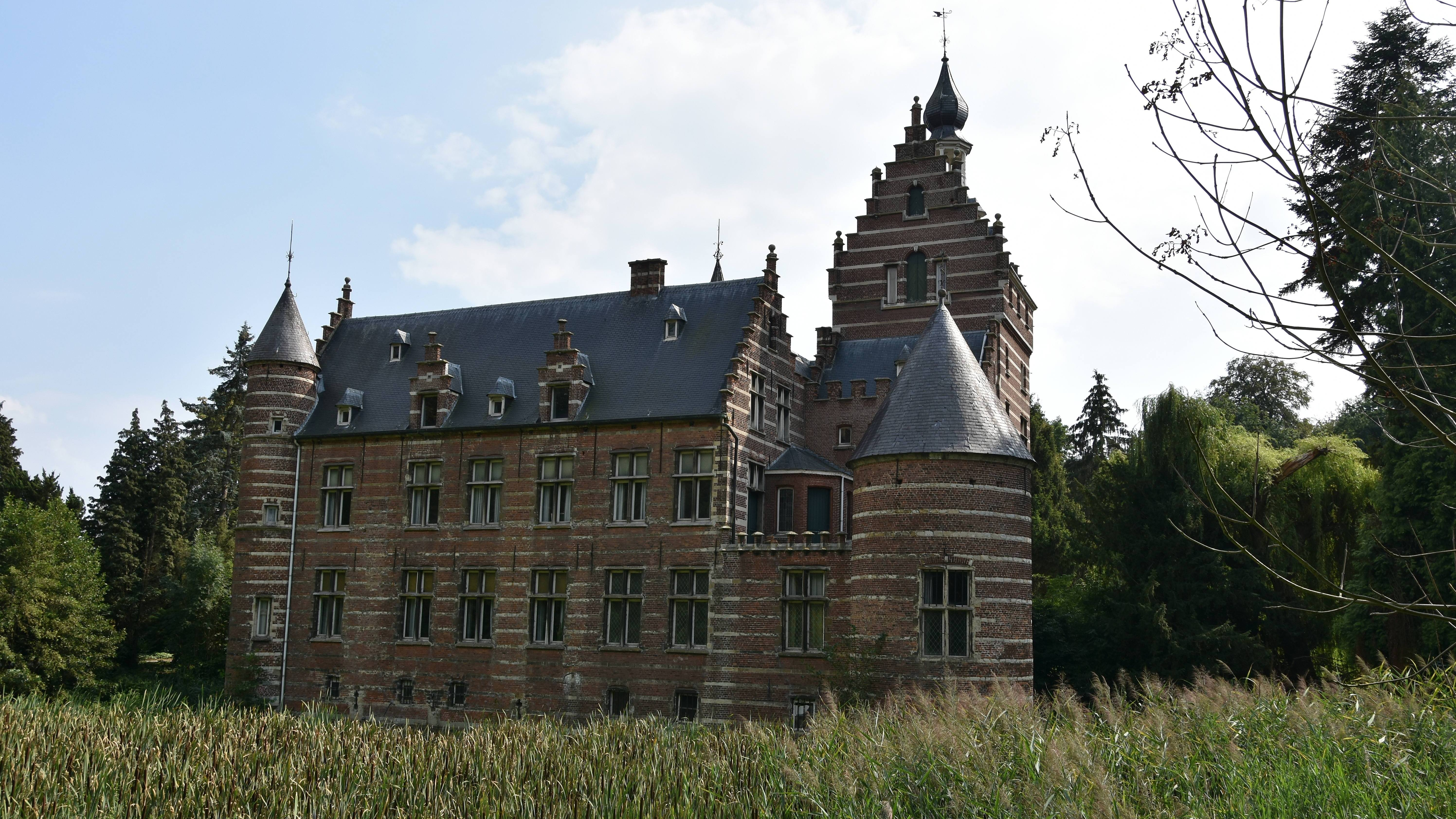
Вид замка с южной стороны
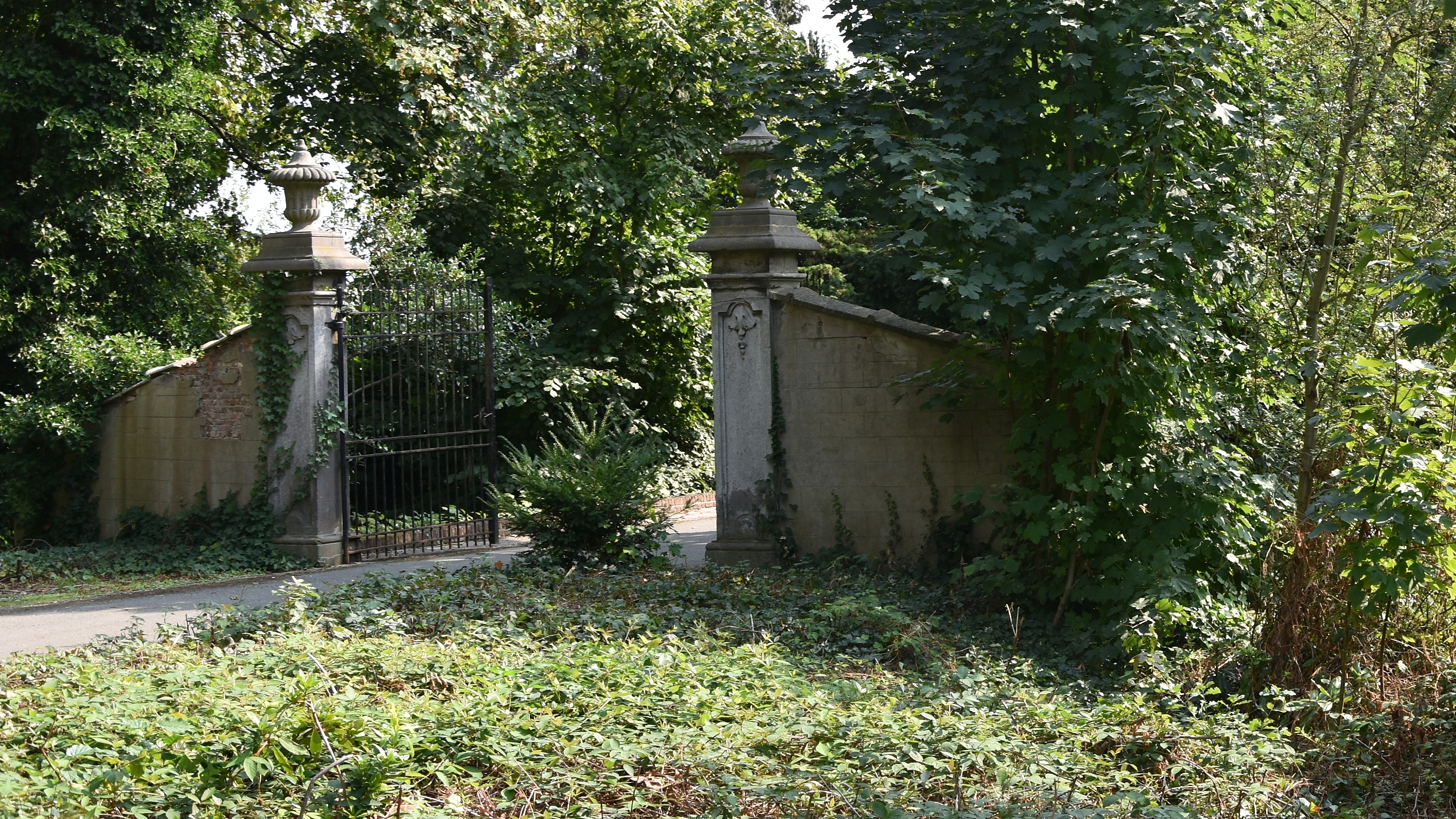
Ворота, ведущие в замковый парк